# Eberhard Frey (Paläontologe)
Eberhard „Dino“ Frey (* 28. Juni 1953 in Ulm) ist ein deutscher Paläontologe. Er leitete bis Ende Januar 2022 die Geologische Abteilung des Naturkundemuseums Karlsruhe und ist außerplanmäßiger Professor an der Universität Karlsruhe.

## Leben und Werk
Frey studierte ab 1975 Biologie an der Universität Tübingen. Dort erwarb er 1982 sein Diplom. Anschließend war er als wissenschaftlicher Mitarbeiter bei verschiedenen konstruktionsmorphologischen Forschungsprojekten tätig und wurde 1988  mit der Schrift Das Tragsystem der Krokodile bei der terrestrischen Lokomotion – eine anatomische, biomechanische und phylogenetische Analyse. zum Dr. rer. nat. promoviert. Nach seiner Promotion war er beim Hessischen Landesmuseum Darmstadt angestellt. 1990 wechselte er an das Staatliche Museum für Naturkunde in Karlsruhe. Dort wurde er 1992 Oberkonservator, seit 2003 ist er Hauptkonservator und Leiter der Abteilung für Geowissenschaften. Bereits 2002 hatte er sich an der Universität Karlsruhe mit der Schrift Konstruktionsmorphologie und Biomechanik in der Paläontologie für das Fach Paläontologie habilitiert. 2007 folgte eine Umhabilitation an der Fakultät für Chemie und Biowissenschaften für das Fach Zoologie. Lehrveranstaltungen an der Universität Karlsruhe hält Frey seit 1998. 2011 kam die Ringvorlesung Bionik und Architektur an der Universität Stuttgart hinzu.
Freys Forschungsschwerpunkte liegen vor allem auf Reptilien des Mesozoikums, den frühen Synapsiden, den Evolutionsprozessen insbesondere bei Wirbeltieren, der Biomechanik und Konstruktionsmorphologie, der Paläobiogeografie von Meeressystemen während des Mesozoikums sowie der Entwicklung des Oberrheingrabens ab dem Oligozän. Auf dem Gebiet der Flugsaurier konnte Frey mehrere bislang unbekannte Spezies entdecken.

## Dedikationsnamen
2020 wurde ein Stammgruppenvertreter der Pythonidae aus der Grube Messel zu Ehren Freys als Messelopython freyi benannt.

## Schriften (Auswahl)
- Das Tragsystem der Krokodile bei der terrestrischen Lokomotion – eine anatomische, biomechanische und phylogenetische Analyse. Universitätsverlag, Tübingen 1989 (Dissertation).
- mit Maja Nielsen: Abenteuer & Wissen. Dinosaurier - Reise zu den Urzeitriesen. Gerstenberg, Hildesheim 2008, ISBN 978-3-8369-4843-2.
- mit Dirk Fuchs, Wolfgang Stinnesbeck, Christina Ifrim et al.: Glyphiteuthis rhinophora n. sp., a trachyteuthidid (Coleoidea, Cephalopoda) from the Cenomanian (Late Cretaceous) of Mexico. Springer, Berlin 2010, ISBN 978-3-504-35107-6 (englisch).
- mit Julie Sodré: Lesen Staunen Wissen: Dinosaurier – Auf den Spuren der Urzeitechsen. Gerstenberg, Hildesheim 2010, ISBN 978-3-8369-5568-3.
- mit Norbert Lenz: Bodenlos: Durch die Luft und unter Wasser (= Karlsruher Naturhefte. Band 5). Staatliches Museum für Naturkunde Karlsruhe, Karlsruhe 2013, ISBN 978-3-925631-15-3.
- mit Ute Gebhardt: Flusspferde am Oberrhein – wie war die Eiszeit wirklich? (= Karlsruher Naturhefte. Band 6). Staatliches Museum für Naturkunde Karlsruhe, Karlsruhe 2018, ISBN 978-3-925631-17-7.